# Cooler than Me
Cooler than Me è il singolo con cui il cantautore statunitense Mike Posner debutta sul mercato internazionale, anticipando la pubblicazione del suo primo album di inediti, 31 Minutes to Takeoff. Posner ha presentato il brano il 31 maggio 2010 nel talk show Lopez Tonight. Il 28 luglio 2010 l'ha anche eseguito in diretta nel programma America's Got Talent.

## Descrizione
Il brano originale, di genere squisitamente pop, prevedeva un cameo vocale di Big Sean ed era stato composto nel febbraio 2009 nel dormitorio dell'Università Duke per poi essere incluso nel primo mixtape di Mike Posner, A Matter of Time. Il passaggio successivo verso un brano più dance è stato operato dal produttore statunitense Matt Masurka, noto con lo pseudonimo di Gigamesh, con cui Posner ha rivisitato il pezzo originario (assegnandogli anche la denominazione Gigamesh Remix) e l'ha pubblicato nell'ottobre 2009 nel suo secondo mixtape, intitolato One Foot Out the Door. Inoltre il testo cita alcuni versi della canzone You're So Vain di Carly Simon.

## Tracce
Promo Digital J - (Sony)
1. Cooler than Me – 3:52

CD-Single RCA 88697 760052 (Sony)
1. Cooler than Me (Single Mix) – 3:35
2. Evil Woman – 2:56

## Classifiche
| Classifica (2010)      | Posizione massima |
| ---------------------- | ----------------- |
| Australia              | 14                |
| Austria                | 45                |
| Belgio (Fiandre)       | 15                |
| Canada                 | 5                 |
| Italia                 | 50                |
| Lussemburgo            | 7                 |
| Norvegia               | 19                |
| Nuova Zelanda          | 3                 |
| Paesi Bassi            | 55                |
| Slovacchia             | 14                |
| Svizzera               | 72                |
| U.S. Billboard Hot 100 | 6                 |

## Uso dei media
Il 18 maggio 2010, Electronic Arts annunciò che Cooler than Me sarebbe apparso nel videogioco The Sims 3: Ambitions.
Il brano si trova anche nelle versioni rimasterizzate di Grand Theft Auto 5 su PlayStation 4, Xbox One e PC. Si può ascoltare sulla radio Non-Stop-Pop FM.